# ویاچسلاو تیمچنکو
ویاچسلاو تیمچنکو (اوکراینی: В'ячеслав Миколайович Тимченко؛ زادهٔ ۱۶ اوت ۱۹۷۱) بازیکن هاکی روی یخ، و سیاستمدار اهل اتحاد جماهیر شوروی سوسیالیستی است.

## زندگی
تیمچنکو در کی‌یف زاده شد. وی همچنین از بازیکنان هاکی روی یخ در المپیک زمستانی ۲۰۰۲ بوده‌است.